# 辛庄墓群
辛庄墓群，位于山东省烟台市招远市辛庄镇辛庄村，是中华人民共和国山东省文物保护单位之一。
1992年6月12日，授予山东省文物保护单位，是一座古墓葬。